# Charmed (groep)
Charmed was een Noorse meidengroep.
De leden waren Oddrun Valestrand, Lise Monica Nygård en Hanne Kristine Haugsand. Oddrun is een professionele danseres en violist. Ze speelde al in musicals mee en werkte als stuntvrouw en model. Monica genoot een goede muzikale opleiding, ze schrijft haar eigen teksten en verzorgde de choreografie van enkele groepen. Ze won tweemaal de titel Noors kampioen van Freestyle/Disco dans. De jongste van de groep Hanne is ook een getrainde danser en zangeres, ze speelt piano.
Met het lied My heart goes boom namen ze deel aan de Melodi Grand Prix van 2000. Die wonnen ze en zo mochten ze namens Noorwegen naar het Eurovisiesongfestival in buurland Zweden. Ze waren een van de favorieten maar eindigden slechts op de 11de plaats.
Hanne Haugsand nam in 2006 solo deel aan de Melodi Grand Prix met het nummer Heaven's in your eyes maar slaagde er niet in de finale te halen.
1960: Nora Brockstedt · 
1961: Nora Brockstedt · 
1962: Inger Jacobsen · 
1963: Anita Thallaug · 
1964: Arne Bendiksen · 
1965: Kirsti Sparboe · 
1966: Åse Kleveland · 
1967: Kirsti Sparboe · 
1968: Odd Børre · 
1969: Kirsti Sparboe · 
1971: Hanne Krogh · 
1972: Grethe Kausland & Benny Borg · 
1973: Bendik Singers · 
1974: Anne-Karine Strøm & Bendik Singers · 
1975: Ellen Nikolaysen · 
1976: Anne-Karine Strøm · 
1977: Anita Skorgan · 
1978: Jahn Teigen · 
1979: Anita Skorgan · 
1980: Sverre Kjelsberg & Mattis Hætta · 
1981: Finn Kalvik · 
1982: Jahn Teigen & Anita Skorgan · 
1983: Jahn Teigen · 
1984: Dollie de Luxe · 
1985: Bobbysocks · 
1986: Ketil Stokkan · 
1987: Kate Gulbrandsen · 
1988: Karoline Krüger · 
1989: Britt Synnøve Johansen · 
1990: Ketil Stokkan · 
1991: Just 4 Fun · 
1992: Merethe Trøan · 
1993: Silje Vige · 
1994: Elisabeth Andreassen & Jan Werner Danielsen · 
1995: Secret Garden · 
1996: Elisabeth Andreassen · 
1997: Tor Endresen · 
1998: Lars Fredriksen · 
1999: Stig Van Eijk · 
2000: Charmed · 
2001: Haldor Lægreid · 
2003: Jostein Hasselgård · 
2004: Knut Anders Sørum · 
2005: Wig Wam · 
2006: Christine Guldbrandsen · 
2007: Guri Schanke · 
2008: Maria Haukaas Storeng · 
2009: Alexander Rybak · 
2010: Didrik Solli-Tangen · 
2011: Stella Mwangi · 
2012: Tooji · 
2013: Margaret Berger · 
2014: Carl Espen · 
2015: Mørland & Debrah Scarlett · 
2016: Agnete · 
2017: JOWST feat. Aleksander Walmann · 
2018: Alexander Rybak · 
2019: KEiiNO · 
2021: Tix · 
2022: Subwoolfer · 
2023: Alessandra · 
2024: Gåte ·
2025: Kyle Alessandro